# Kudurru

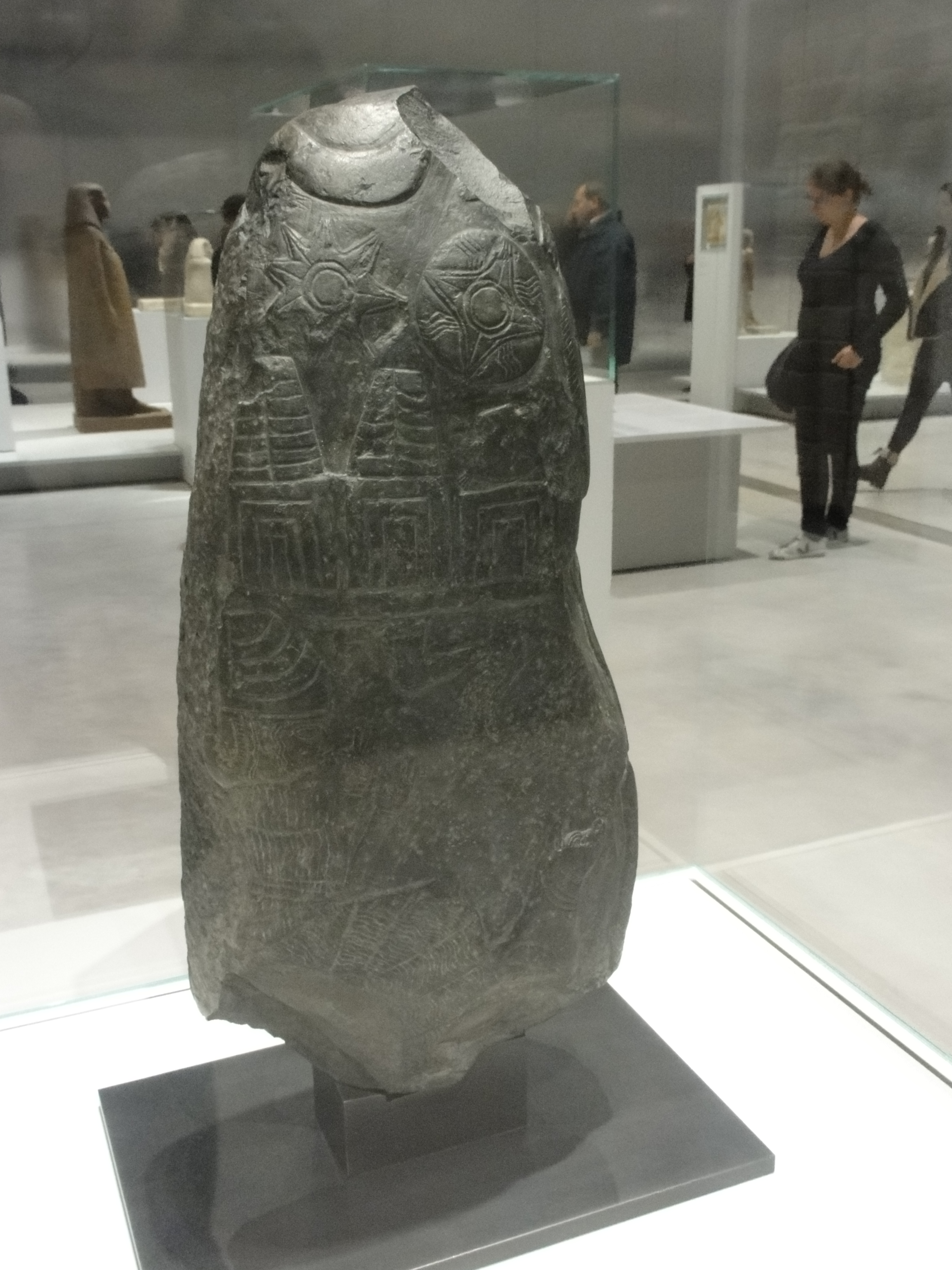
Kudurru de Gula, Le Louvre-Lens.

Les kudurrus (« frontière » en akkadien) sont des stèles de donation de terre dans le royaume babylonien, datant la plupart du temps de la période kassite, dont ils sont l'un des rares témoignages artistiques.

## Contexte historique
Après le règne glorieux d'Hammurabi, l'empire babylonien entre lentement en décadence. Affaibli par des attaques des Kassites, peuple venant des montagnes du Zagros, il ne résista pas à un raid hittite mené par Mursili Ier. Les Kassites en profitèrent pour prendre le contrôle du royaume babylonien et s'intégrèrent très rapidement à la culture babylonienne. Cependant, ils apportèrent quelques innovations, notamment les donations de terres royales, dont les contrats s'inscrivent sur les kudurrus.

## Fonction
Les kudurrus sont des stèles en pierre (généralement en calcaire) portant un texte en akkadien et souvent un décor sculpté représentant les symboles des dieux. Ils commémorent une donation de terre par le roi à un vassal. Le kudurru ne serait qu'une copie d'une tablette en argile scellée par le roi et donnée au nouveau propriétaire pour qu'il puisse prouver sa légitimité. C'est en général ce dernier qui fait exécuter en pierre et à ses frais le kudurru pour le placer dans un temple sous la protection des dieux.

## Corpus
Le corpus des kudurrus est d'environ 160 pièces, dont la moitié a été retrouvée à Suse (Iran), déplacée après les pillages des Élamites (vers -1160). Seulement une vingtaine ont été découvertes dans un contexte archéologique fiable. 63 sont datables précisément ce qui permet de dire qu'ils ont été utilisés entre le XIVe siècle av. J.-C. et VIIe siècle av. J.-C.

### Caillou Michaux
Le premier kudurru connu en Europe est le « caillou Michaux », rapporté en France en 1785 par le botaniste André Michaux qui l'avait trouvé près de Ctésiphon.
Un exemple de texte inscrit sur un kudurru : le « caillou Michaux ».

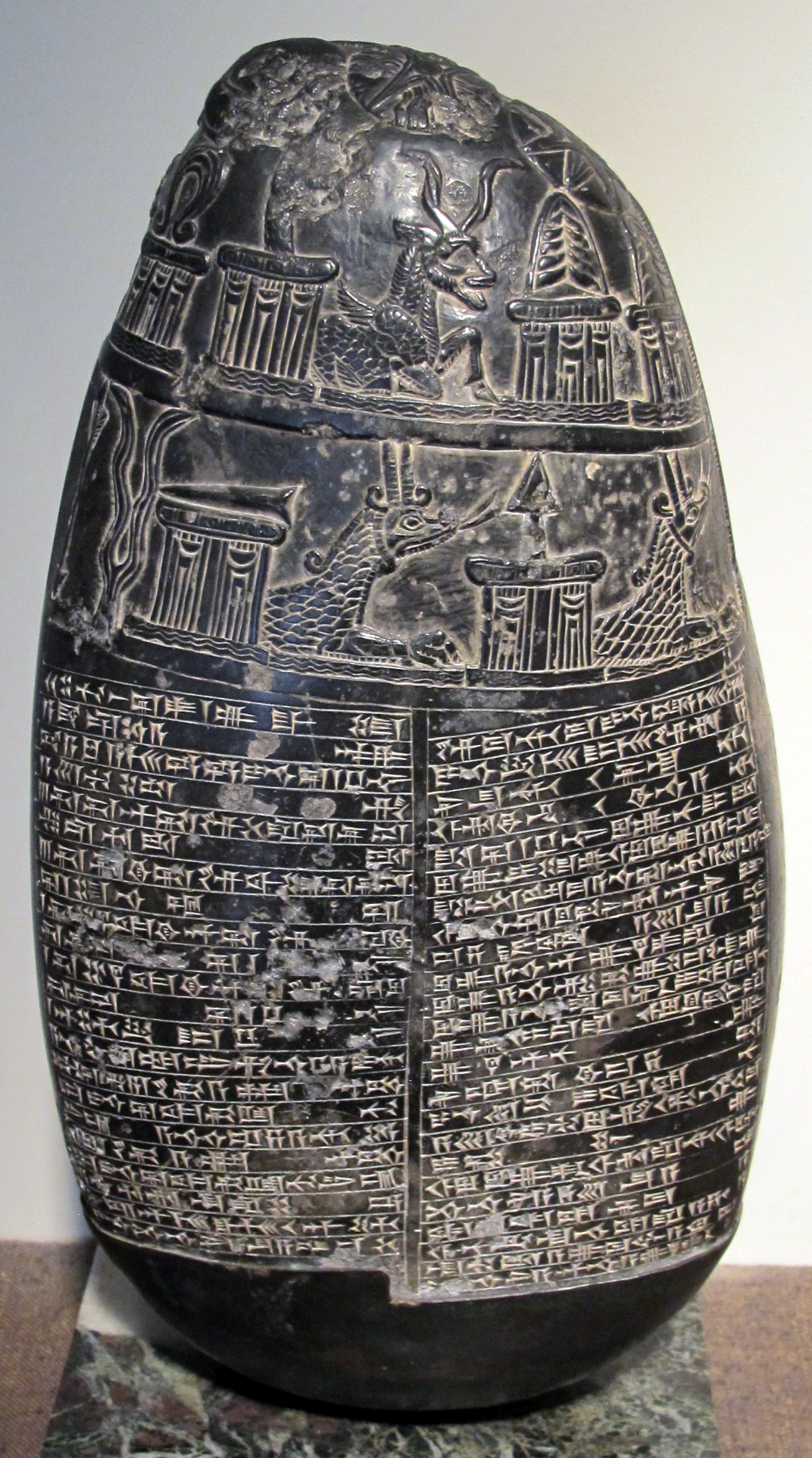
Le « Caillou Michaux », kudurru babylonien de la période kassite, exposé au Cabinet des médailles de la Bibliothèque nationale de France

« 600 sutu de terre agricole selon l’arpent de 3 Hutu, à la grande coudée, dans le terroir de la ville de Kar-Nabu, au bord du Canal-des-Eaux-précieuses, dans le Bît-Hamban : ce champ [constitué] en cadeau-mulugu, (3 soixantaines de mesures, la longueur supérieure à l’est, limitrophe du district de la ville de Hudada ; 3 soixantaines de mesures, la longueur inférieure à l’ouest, limitrophe du Bit-Tunamissah ; 1 soixantaine de mesures et 50 nindanu, la largeur supérieure au nord, limitrophe du Bit-Hamban; 1 soixantaine de mesures et 50 nindanu, la largeur supérieure au sud, limitrophe du Bit-Hamban ; Nirah-naṣir, descendant de Hamban l’a donné à Dur-Sharrukinaia’itu, sa fille, la belle-fille de Ṭab-ashab-Marduk, descendant d’Ina-Esagil-zeri le vizir-sukkallu, pour toujours. Ensuite, Ṭab-ashab-Marduk, descendant d’Ina-Esagil-zeri, le vizir-sukkallu, pour qu’il n’y ait pas de revendication ultérieure, par les grands dieux et par le dieu Nirah a prononcé un serment sur cette stèle. 
Si jamais, à l’avenir, parmi les frères, les fils, la famille, la parentèle, les relations, ou un esclave du propriétaire ou un dépendant du Bit-Hamban, ou bien un responsable administratif, un voisin ou quiconque, il y a quelqu’un qui élève [une action] et se dispose à enlever ce champ ou à arracher ce kudurru, ou bien que ce champ, soit il le fait vouer à un dieu, soit il le fait sortir [du patrimoine], soit il établit sa propriété à son profit, qu’il modifie sa bordure, sa limite ou sa borne, qu'il y opère une diminution de taille ou une expropriation, « Ce champ n’a pas été donné en cadeau-mulugu ! », qu’il déclare ou bien que, du fait des terribles malédictions [inscrites sur] la stèle de ce champ, il donne des instructions à un simplet, un sourd, un idiot, un aveugle, un étranger, un inconnu, ou un niais et qu’il fait emporter cette stèle, qu’il la fait jeter à l’eau, qu’il l’enfouit dans la terre, qu’il la casse à coups de pierres, qu’il la fait brûler dans le feu, qu’il l’efface et y écrit quelque chose d’autre ou dans un lieu aveugle, cet homme : 

Que les dieux Anu, Enlil, Ea, et la déesse Ninmah, les grands dieux, le foudroient d’un regard furieux, lui ôtent toute assise, et fassent disparaître son nom ! Que Marduk, le seigneur suprême, lui inflige un œdème dont l’emprise ne peut être défaite ! Que Šamaš, le grand Juge du Ciel et de la Terre soit son adversaire en justice et méchamment contre lui se dresse ! Que Sîn, le Luminaire qui habite les cieux purs de la lèpre comme d’un habit, le revête aux abords de sa ville comme un âne sauvage qu’il erre sans cesse ! Qu’Ištar, la reine du Ciel (en) et de la Terre tous les jours, devant les dieux et devant le roi, ne cesse de le conduire à sa perte ! Que Ninurta, l’héritier de l’Ešarra, le fils auguste d’Enlil, arrache sa bordure, sa limite ou sa borne ! Que Gula, la Grande Dame, la parèdre de Utulu mette une plaie persistante sur son corps et dans son sang et sa sanie qu’il baigne, comme dans de l’eau ! Qu’Adad, l’irrigateur du Ciel et de la Terre, le vaillant fils d’Anu, submerge sa terre agricole et en fasse disparaître le blé ! Que ce soit les épineux qui y prospèrent et que ses pieds doivent les fouler dans les sillons et les plates-bandes ! Que Nabû, le noble vizir, la famine et la disette lui alloue et que, quoi qu’il trouve à manger, à sa bouche il ne puisse le porter, et que les [autres] grands dieux, sur cette stèle, tous ceux dont le nom est mentionné le frappent d’une malédiction cruelle et irrémédiable et qu’ils suppriment sa lignée pour toujours ! »

## Décor sculpté
La plupart des kudurrus sont ornés de symboles représentant les différents dieux du panthéon babylonien : le soleil de Shamash, le croissant de Sîn, l'étoile d'Ishtar, les autels avec tiare d'Anu et d'Enlil, le poisson-chèvre d'Ea, etc., comme sur le kudurru de Meli-Shipak commémorant un don de terres à son fils Marduk-apla-iddina. Parfois une scène sculptée accompagne les symboles, comme sur le kudurru de Meli-Shipak commémorant un don de terres à sa fille Hunnubat-Nannaya, où l'on voit le roi accompagnant sa fille devant la déesse Nannaya.
| |  | |
| Kudurru de Meli-Shipak commémorant un don de terres à son fils Marduk-apla-iddina, exposé au Musée du Louvre, Sb 22 |  | Kudurru de Meli-Shipak commémorant un don de terres à sa fille Hunnubat-Nannaya, exposé au Musée du Louvre, Sb 23 |